# 찌아찌아어
찌아찌아어(바하사 찌아찌아, Bahasa Cia-Cia)는 인도네시아, 술라웨시주, 부톤섬 남부의 바우바우 시에서 쓰는 언어의 하나로서 말 그대로 소수 부족인 찌아찌아족이 쓰는 언어이다. ‘찌아찌아’라는 이름은 ‘아니오’란 뜻의 찌아찌아어 낱말 ‘찌아’에서 왔다. 부톤섬 남부에서는 토착어로서, 교통어인 인도네시아어, 월리오어와 함께 쓰인다.

## 자음
|        |        | 양순음 | 치경음 | 후치경음 | 연구개음 | 구개수음 | 성문음 |
| ------ | ------ | ------ | ------ | -------- | -------- | -------- | ------ |
| 비음   | 비음   | m      | n      |          | ŋ        |          |        |
| 파열음 | 무성음 | p      | t      | t͡ʃ       | k        |          | ʔ      |
| 파열음 | 유성음 | b      | d      | d͡ʒ       | ɡ        |          |        |
| 파열음 | 내파음 | ɓ      | ɗ      |          |          |          |        |
| 마찰음 | 마찰음 | β      | s      |          |          |          | h      |
| 접근음 | 접근음 |        | l      |          |          |          |        |
| R음    | R음    |        | (r)    |          |          | (ʁ)      |        |

## 모음
|        | 전설 모음 | 후설 모음 |
| ------ | --------- | --------- |
| 고모음 | i         | u         |
| 중모음 | e         | o         |
| 저모음 | a         | a         |

## 문자의 역사

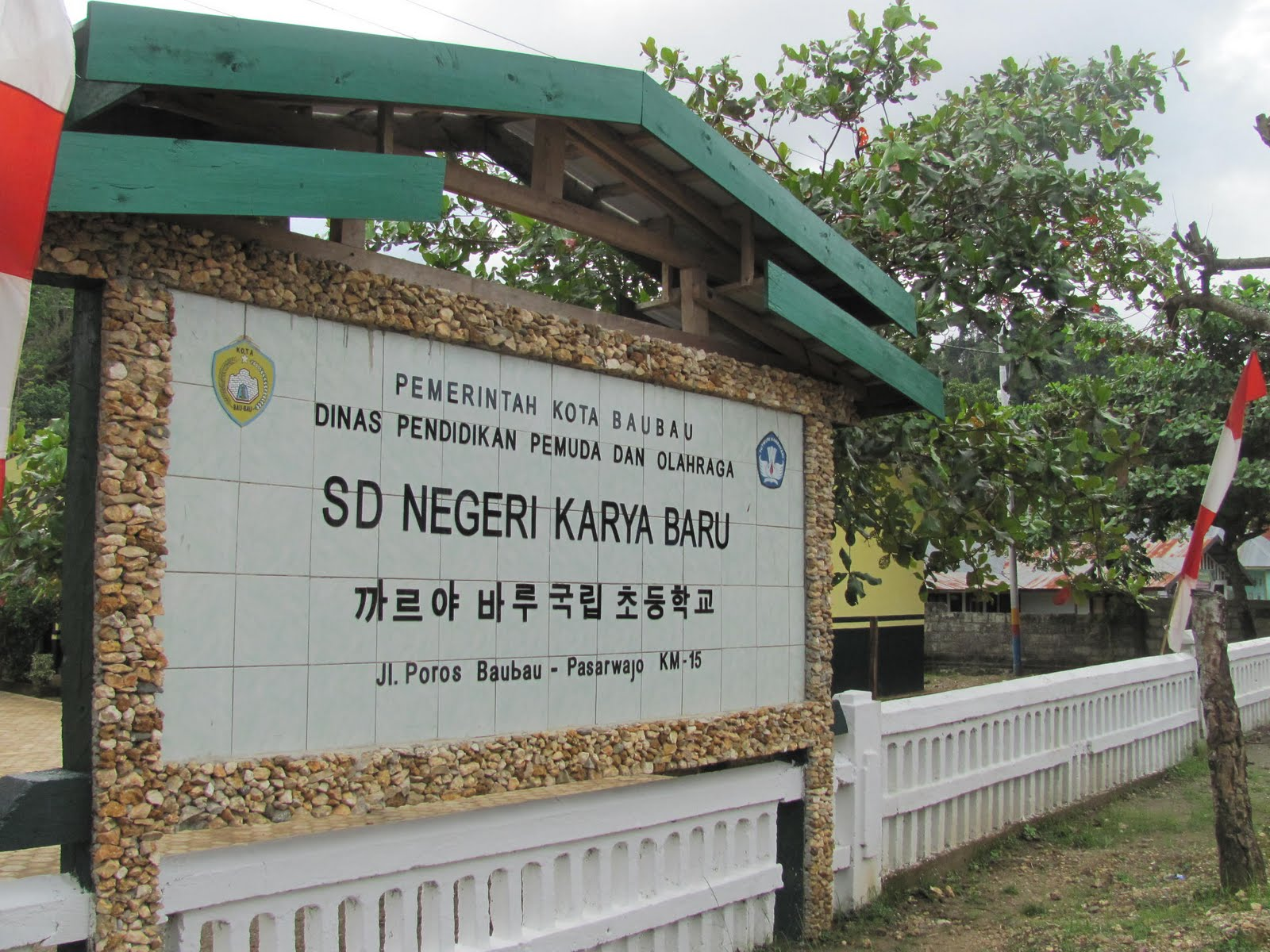
초등학교

학생이 칠판에 글을 쓰고 있다.

인도네시아 내에는 소수 민족들이 매우 많기 때문에 약 550가지 언어가 존재한다. 찌아찌아족은 약 9만 명 정도이며 민족 고유의 언어를 가지고 있다. 하지만 그들에겐 음성 언어는 있어도 고유의 문자 언어는 없었기 때문에 인도네시아어, 영어, 그리고 아랍어(알파벳에 기초한 자위 문자와 비슷한 군둘 문자) 등의 다른 민족 언어의 문자를 빌려와 사용해 왔다. 여기에는 한계가 있었기 때문에 한글이 2009년에 공식 표기 문자로 제안되었다. 즉, 찌아찌아족은 한글을 자극 전파 받은 것이다. 그 이유에는 짧은 기간 동안 쉽게 배울 수 있으며, 발음기호 없이 말하는 대로 적을 수 있는 표음 문자라는 점 등이 큰 장점으로 작용하였다.
하지만 2010년 9월 주미 인도네시아 대사 니콜라스 담멘과 찌아찌아족을 훈민정음(한글)학회에 처음 소개시켜준 한국외국어대 전태현 교수(말레이·인도네시아통번역학과)는 코리아타임스 인터뷰에서 찌아찌아어가 공식 표기 문자가 되었다는 것은 과장된 부분이 있고 또한 인도네시아 정부와 법적 분쟁 소지가 있다고 지적했다. 두 사람에 의하면 찌아찌아족은 교육열이 높고 이미 로마자를 쓰고 있다고 밝혔으며 한글 교육 또한 로마자를 사용해 이루어지고 있다고 전했다.

코리아타임스에 의하면 인도네시아 대사는 훈민정음 전파사업의 일방적 추진과 잘못된 언론 보도를 수차례 훈민정음학회와 바우바우 시장에 경고했고 이로 인해 바우바우 시장이 서울시와 MOU를 맺지 못해 의향서를 체결하게 되었다 한다.

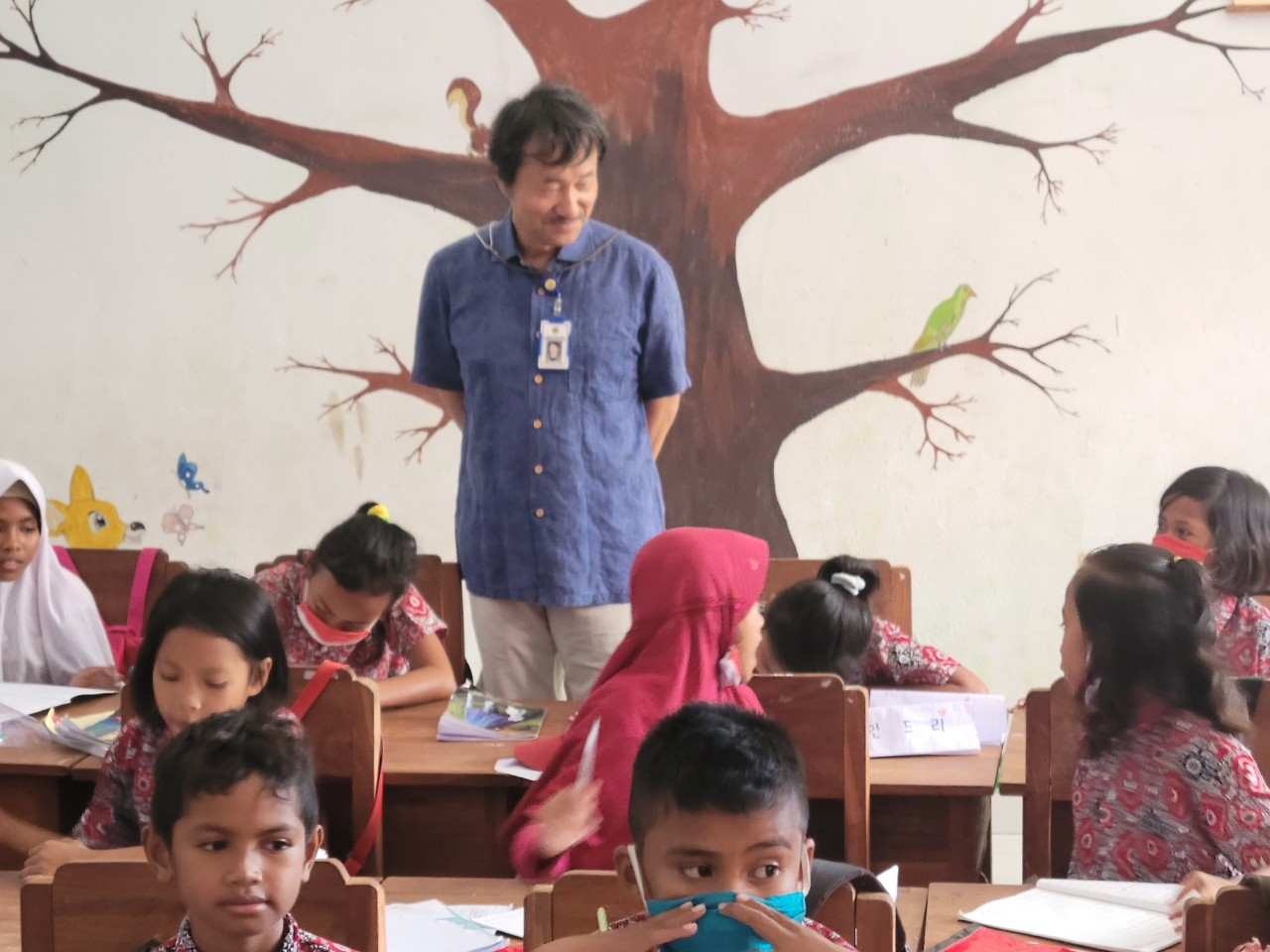
남부톤군 한글교육

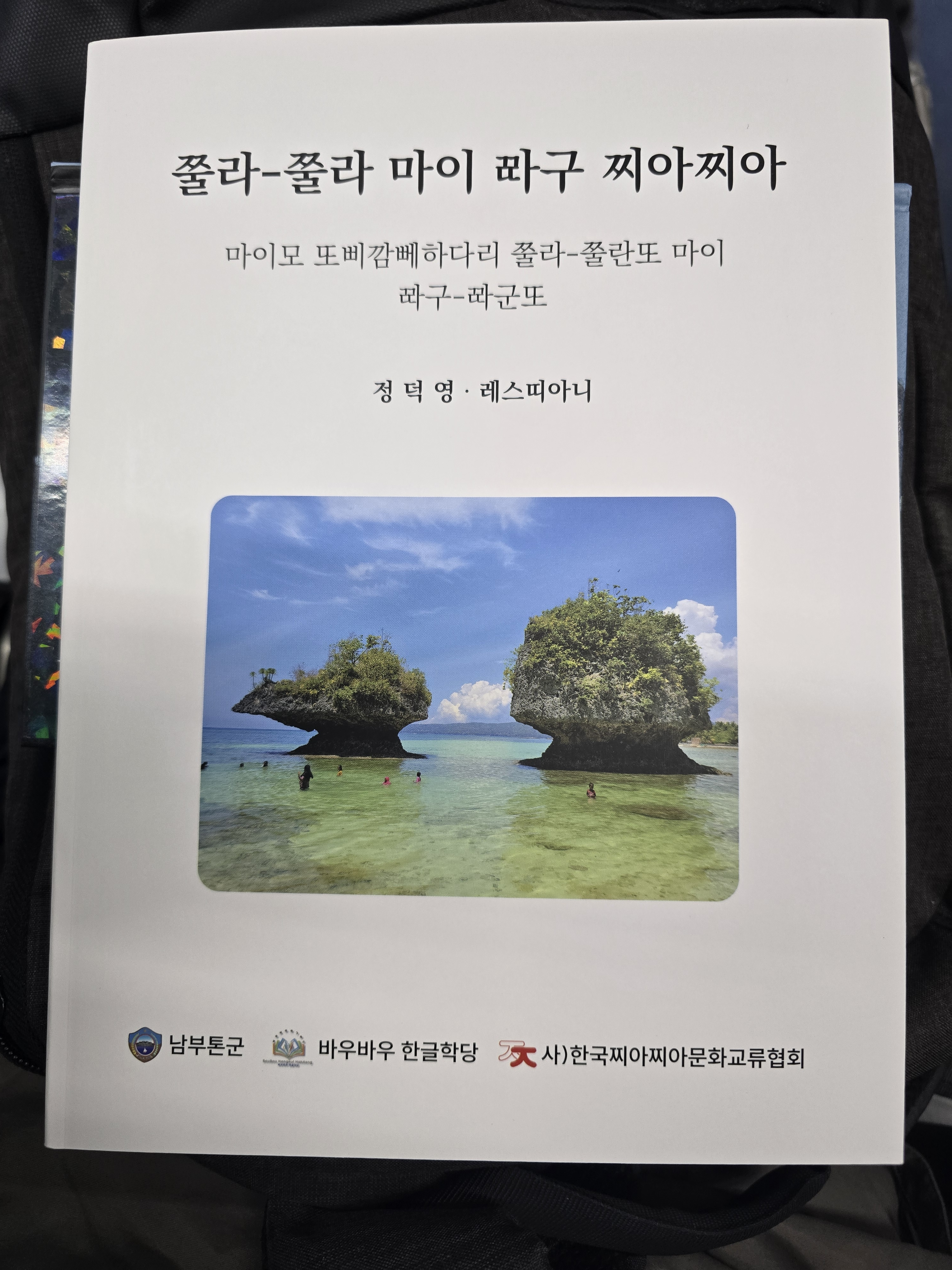
찌아찌아족을 위한 한글 교과서" 쭐라-쭐라 마이라구 찌아찌아"

인도네시아 정부는 공식문자 채택을 위해서는 인도네시아 정부와 관련 부처에 보고가 되고 승인이 되어야 하지만 2010년 1월 말 현재 바우바우 시장은 서울시와의 문화교류 의향서만을 보고한 상태라 한다. 훈민정음학회 부회장이 이 신문에서 한글 수출이 인도네시아에서 위헌소지가 있으며 또한 한글판 찌아찌아어 교과서가 문제가 많이 있음을 지적한다.
2012년 6월 서울시에서 한글 교사 양성위해 찌아찌아족 교사 4명을 초빙 한국외국어대학교에서 방학동안 연수하였다. 하지만 2012년 8월 31일에 자금난으로 인해 세종학당이 바우바우 시에서 철수했다. 2012년 10월 18일에 대한민국은 찌아찌아족이 한글을 공식문자로 채택했다는 잘못된 내용의 교과서 시정에 나섰다. 하지만 찌아찌아족의 한글 사용은 현지법에 저촉되지 않으며, 문자발전사에서 자연스러운 현상으로 볼 수 있다.
2010년 3월부터 지금까지 한국인 정덕영 교사가 여러 어려움 속에서도 현지에서 현재까지 한국나눔을 이어오고 있다.
현재 훈민정음학회와 서울시 그리고 바우바우시나 찌아찌아족과의 공식적인 교류 관계는 단절된 상태이다. 하지만 (사) 한국찌아찌아문화교류협회는 바우바우시와 mou를 맺고 한글교육을 이어오고 있다. 원암재단, 부산장학회 등 민간단체들도 부톤섬에서의 한글 나눔 사업에 관여하고 있다.. 2017년 학교와 지역 표지판에 한글이 사용되었고, 2022년 첫 번째 찌아찌아 사전이 출판되었다. 한글판은 2023년에 출판될 예정이다.

(사)한국찌아찌아문화교류협회(김한란 이사장)는 2024년 남부톤군 찌아찌아족 한글교육을 위해서 "쭐라-쭐라 마이라구 찌아찌아" 책을 발간하였다.

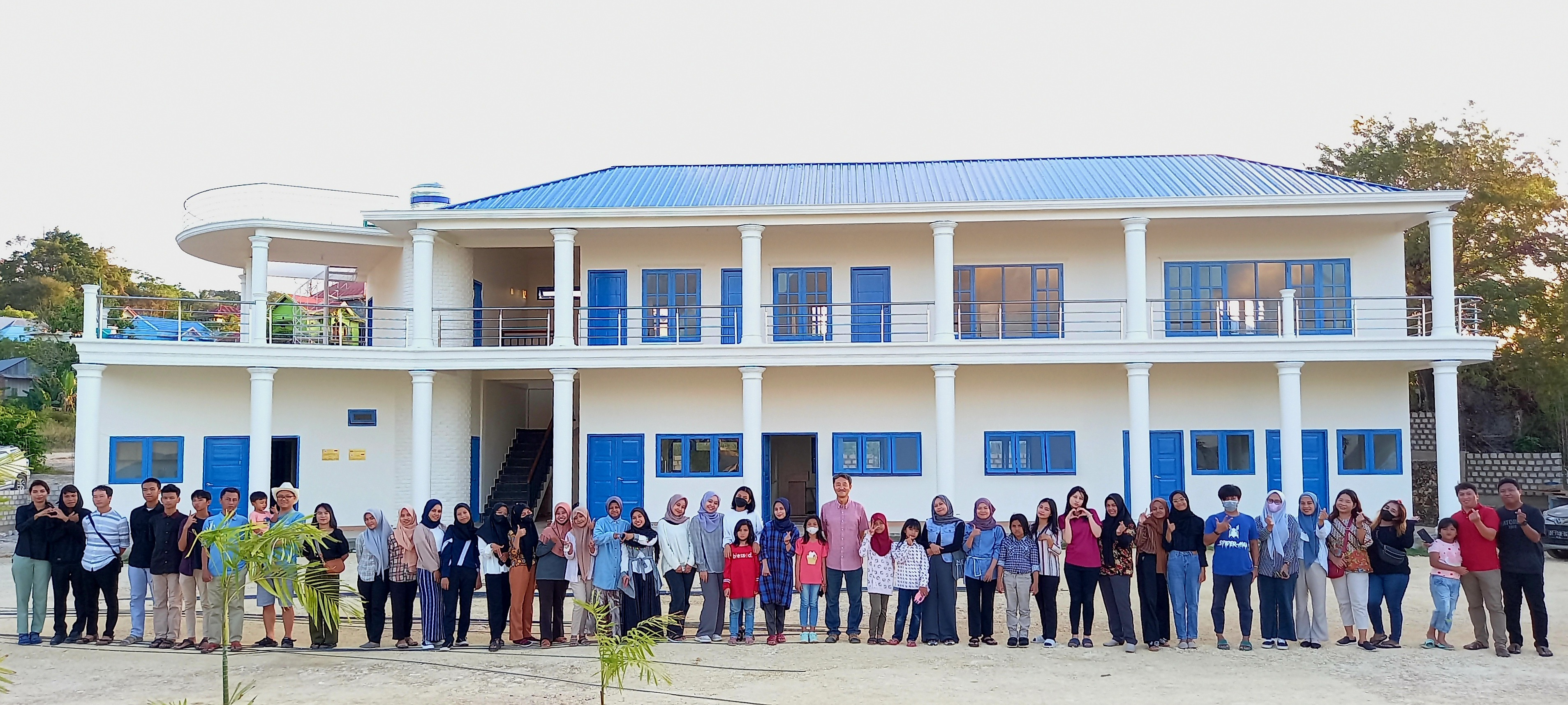
2022년 8월 25일 바우바우 한글학당 준공기념

## 한글 표기
| 자음 | ㄱ  | ㄲ  | ㄴ  | ㄷ  | ㅌ  | ㄸ   | ㄹ         | ᄙ         | ㅁ  | ㅂ  | ㅸ  | ㅍ  | ㅃ  | ㅅ  | ㅇ        | ㅈ   | ㅉ   | ㅎ  |
| IPA  | [ɡ] | [k] | [n] | [ɗ] | [d] | [t]  | [r ~ ʁ, l] | [r ~ ʁ, l] | [m] | [ɓ] | [v] | [b] | [p] | [s] | [-, ʔ, ŋ] | [dʒ] | [tʃ] | [h] |
| 모음 | ㅏ  | ㅔ  | ㅗ  | ㅜ  | ㅣ  | ㅡ   |            |            |     |     |     |     |     |     |           |      |      |     |
| IPA  | [a] | [e] | [o] | [u] | [i] | null |            |            |     |     |     |     |     |     |           |      |      |     |

찌아찌아어의 한글 표기에서는 현대에 쓰이는 한글과 함께 순경음비읍(ㅸ)이 쓰인다. 이때문에 찌아찌아어를 한글로 입력하려면 옛 한글을 지원하는 소수의 편집기를 사용할 수밖에 없다. 또한 찌아찌아어에서 ㅍ과 ㅌ은 한국어와는 달리 유성음으로 쓰인다. 'ㅡ'는 음가를 가지는 글자가 아니고, 모음 없이 자음이 여러 개 겹칠 때 자음들을 받쳐주기 위해 쓰이거나, 치경 설측 접근음을 표현할 때 '을르'와 같이 쓰인다.
표기 예제는 다음과 같다.

아디 세링 빨리 노논또 뗄레ᄫᅵ시. 아마노 노뽀옴바에 이아 나누몬또 뗄레ᄫᅵ시 꼴리에 노몰렝오.
adi sering pali nononto televisi. amano nopo'ombae ia nanumonto televisi kolie nomolengo.

### 단어 예시
| 뜻     | 하나      | 둘        | 셋   | 넷   | 다섯 | 여섯 | 일곱 | 여덟       | 아홉 | 열     |
| 로마자 | dise, ise | rua, ghua | tolu | pa'a | lima | no'o | picu | walu, oalu | siua | ompulu |

| 찌아찌아어 | 뜻          |
| ---------- | ----------- |
| 부리       | (글을) 쓰다 |
| 뽀가우     | 말하다      |
| 바짜안     | 읽다        |
| 까아나     | 집          |
| 시골라     | 학교        |
| 사요르     | 채소        |
| 보꾸       | 책          |

### 회화 예시
| 찌아찌아어             | 뜻                    |
| ---------------------- | --------------------- |
| 따리마 까시            | 감사합니다            |
| 인디우 미안노 찌아찌아 | 저는 찌아찌아인입니다 |
| 인다우 뻬엘루 이소오   | 사랑합니다            |
| 모아뿌 이사우          | 실례합니다            |
| 움베                   | 네                    |
| 찌아                   | 아니요                |

## 참조

### 문헌
- 찌아찌아어 참고 자료, 2005년. (에스놀로그)